# Музей поліції Чеської Республіки

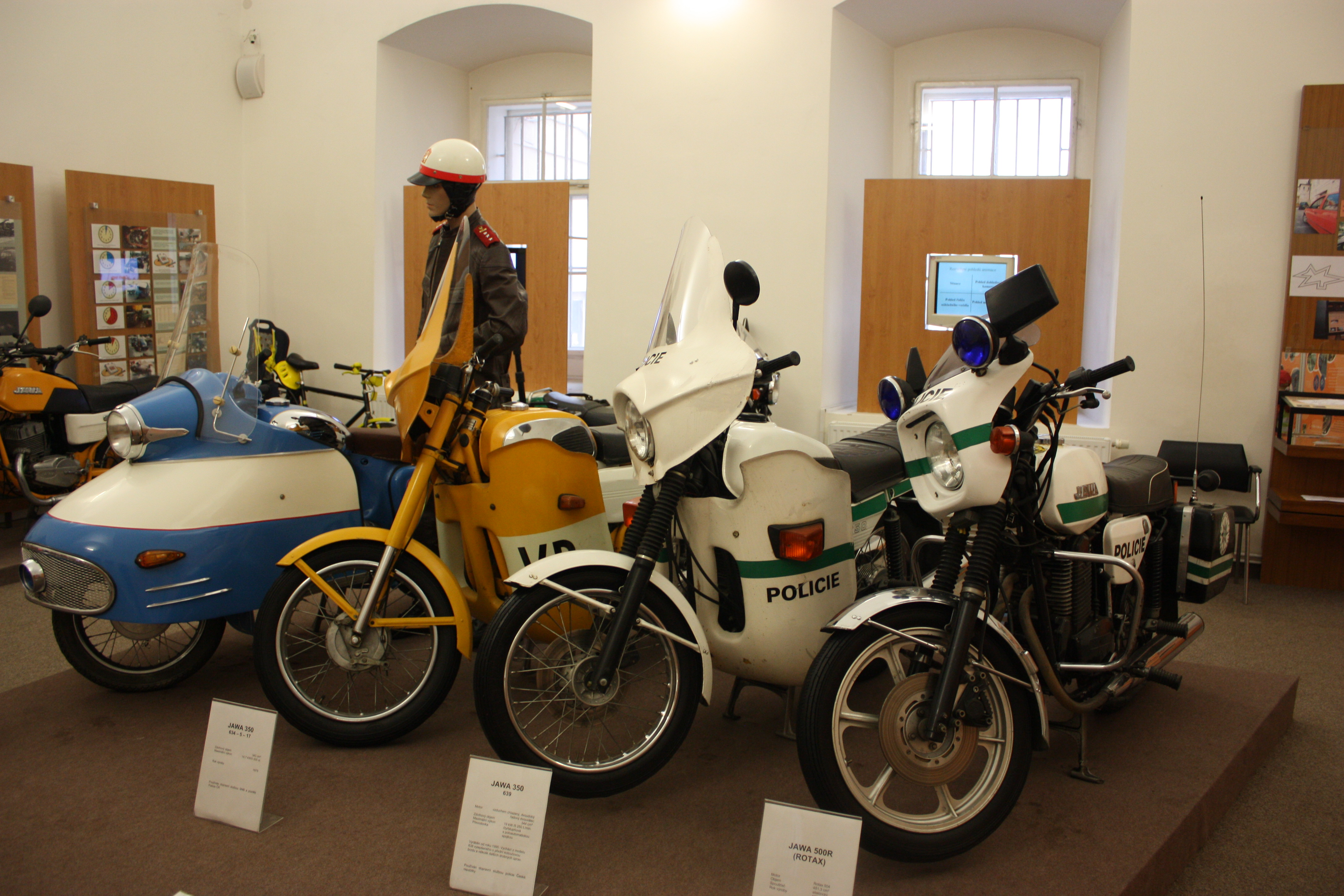
Поліційні мотоцикли

Музей поліції Чеської Республіки в Празі (чеськ. Muzeum Policie České republiky) — присвячений історії правоохоронних органів на території Чехії та колишньої Чехословаччини. Розміщений у районі колишнього монастиря августинського ордену в районі Карлова в Новому місті Праги, який був заснований у 1350 році Карлом IV. Експозиція музею була відкрита для відвідувачів 12 квітня 1991 року.

## Історія
Раніше монастир був церквою Успіння Пресвятої Богородиці та святого Карла Великого. Коли імператор Йосип II скасував монастир, він перейшов у володіння держави і спочатку служив складом, пізніше лікарнею для лікування інфекційних хвороб, богадільнею та під час Першої світової війни центром армійських реконвалесцентів.

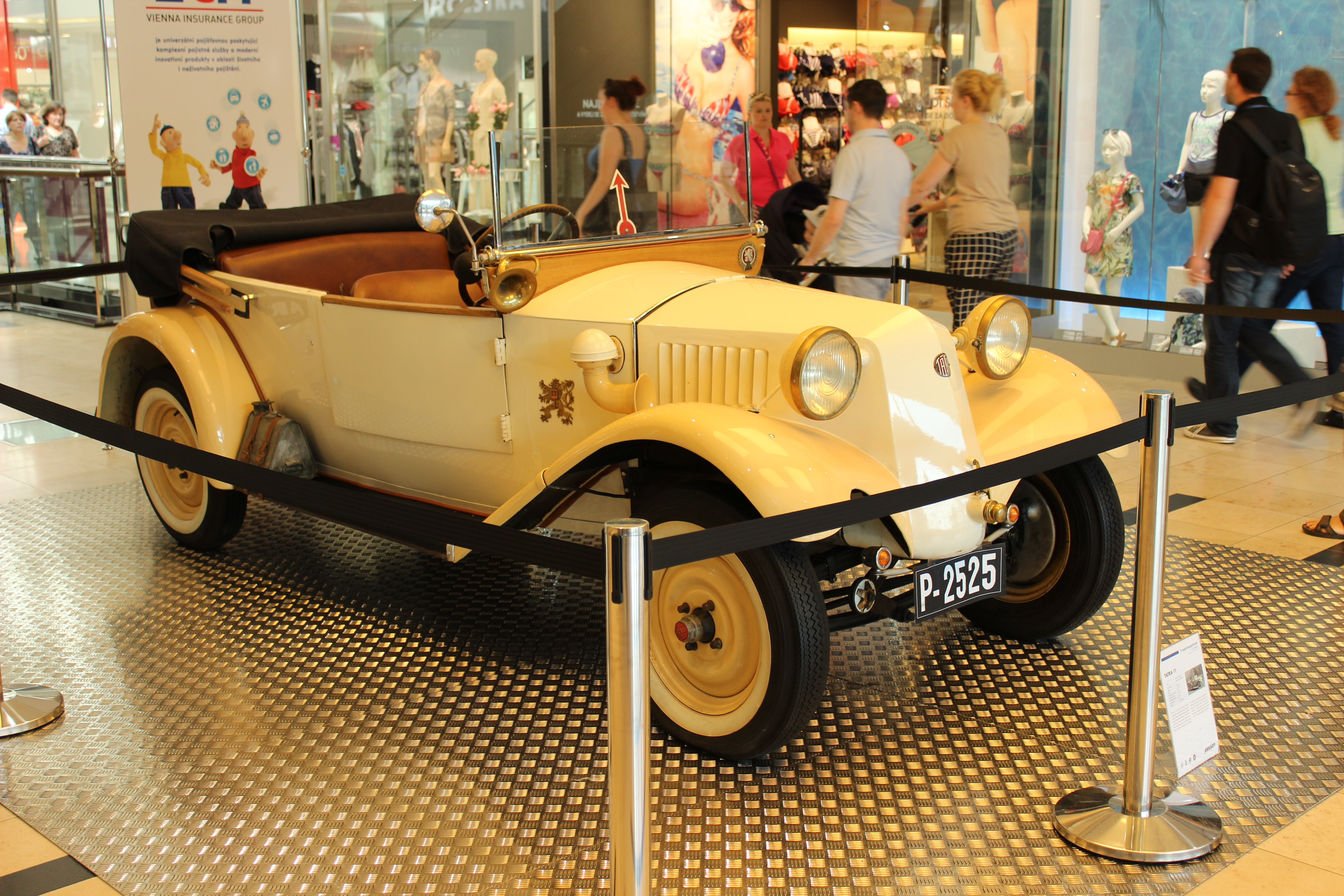
Історичний поліцейський автомобіль «Татра 11»

У 1960 році будівлю монастиря придбало Міністерство внутрішніх справ. У наступні роки комплекс зазнав низки будівельних модифікацій, був проведений капітальний ремонт будівель і там розмістили архів.
Приблизно з середини шістдесятих років ХХ століття частина території використовувалася для музейних цілей. Спочатку був створений музей Прикордонних військ (Pohraniční stráž), який у 1973 році був перетворений на музей Корпусу національної безпеки (Sboru národní bezpečnosti) та військ Міністерства внутрішніх справ.
У 1990 році на цьому ж місці було створено музей поліції Чеської Республіки (Policie České republiky). Цей музей має на меті документувати та представляти історію жандармерії та поліції в Чехії, розвиток та діяльність сил безпеки в Чехії та колишній Чехословаччині.

## Музейні колекції

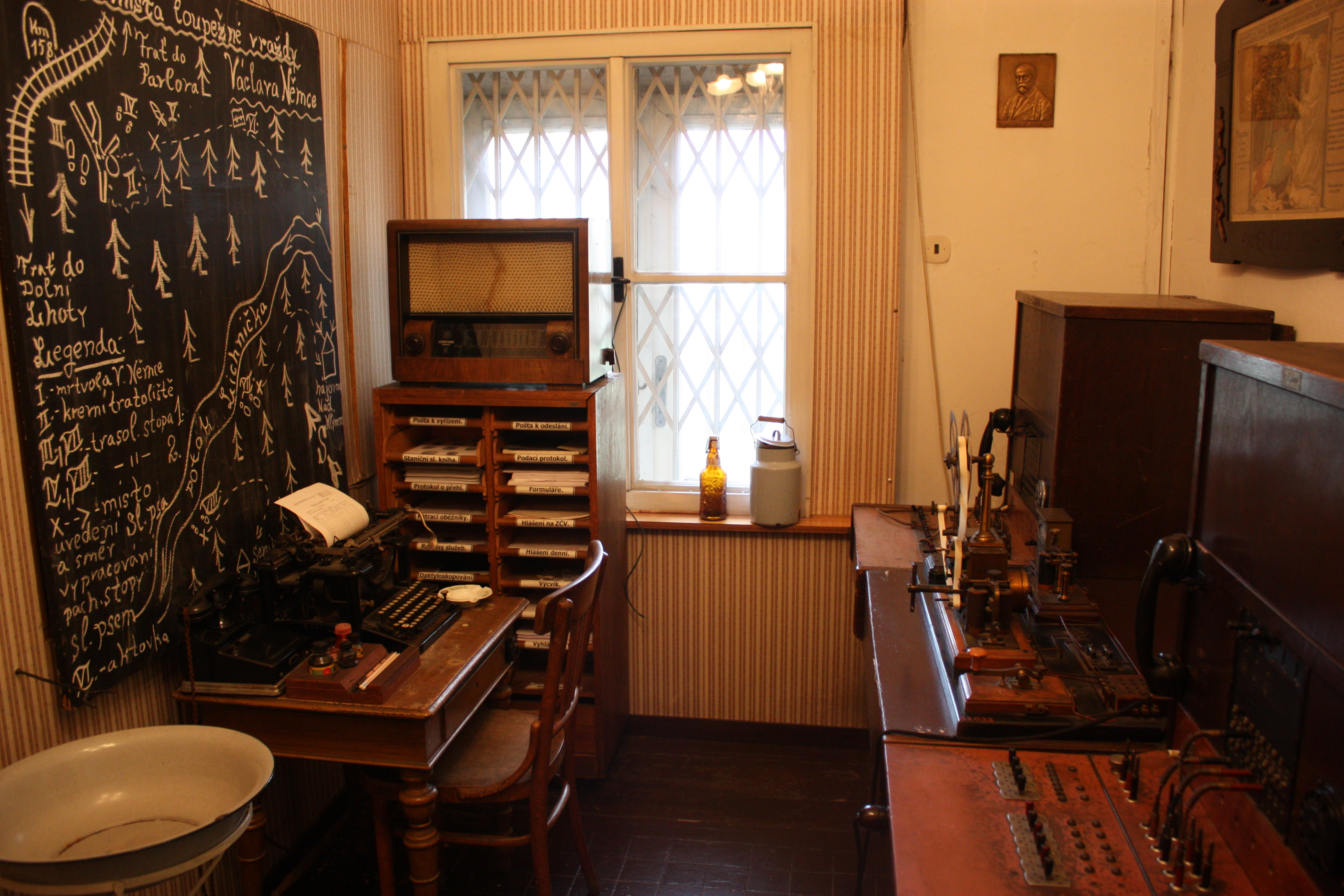
Телефонна станція

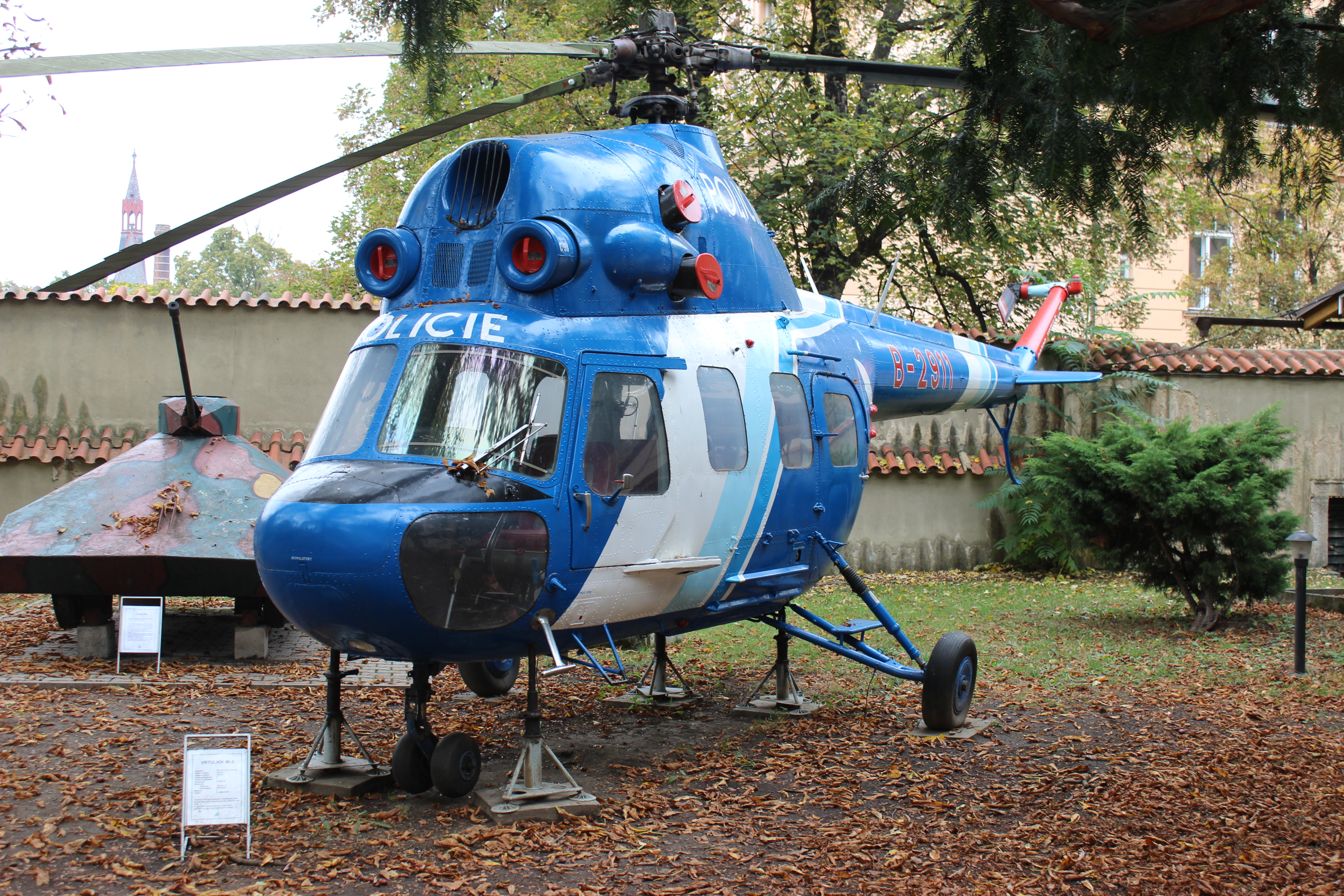
Вертоліт поліції

Експозиція музею була відкрита для публіки 12 квітня 1991 року. Виставка базується на поданні об'єктивних документів та фактів, заснованих на понад тисячі експонатів. Виставку в цілому доповнюють понад вісімсот фотографій і практично вдвічі більше текстів.
Експозиція Музею поліції Чеської Республіки розповідає про діяльність та розвиток сил безпеки та їх підрозділів у Чехії з моменту їх створення до сьогодні, щонайменше, з 1785 року.
Перша частина експозицій музею знаходиться в приміщеннях колишнього монастиря і присвячена історії жандармерії та поліції в Чехії у 1850—1938 роках. У 1892 році загалом 600 поліцейських піклувались про безпеку жителів та гостей Праги. Тоді поліція видала 1193 закордонних паспортів та 629 паспортів на володіння зброєю. Можна побачити жандармську форму, зброю та спорядження 1930-х років, ознайомитися з причинами створення та діяльністю повітряних патрулів, а також з ситуацією на кордоні незадовго до Другої світової війни.

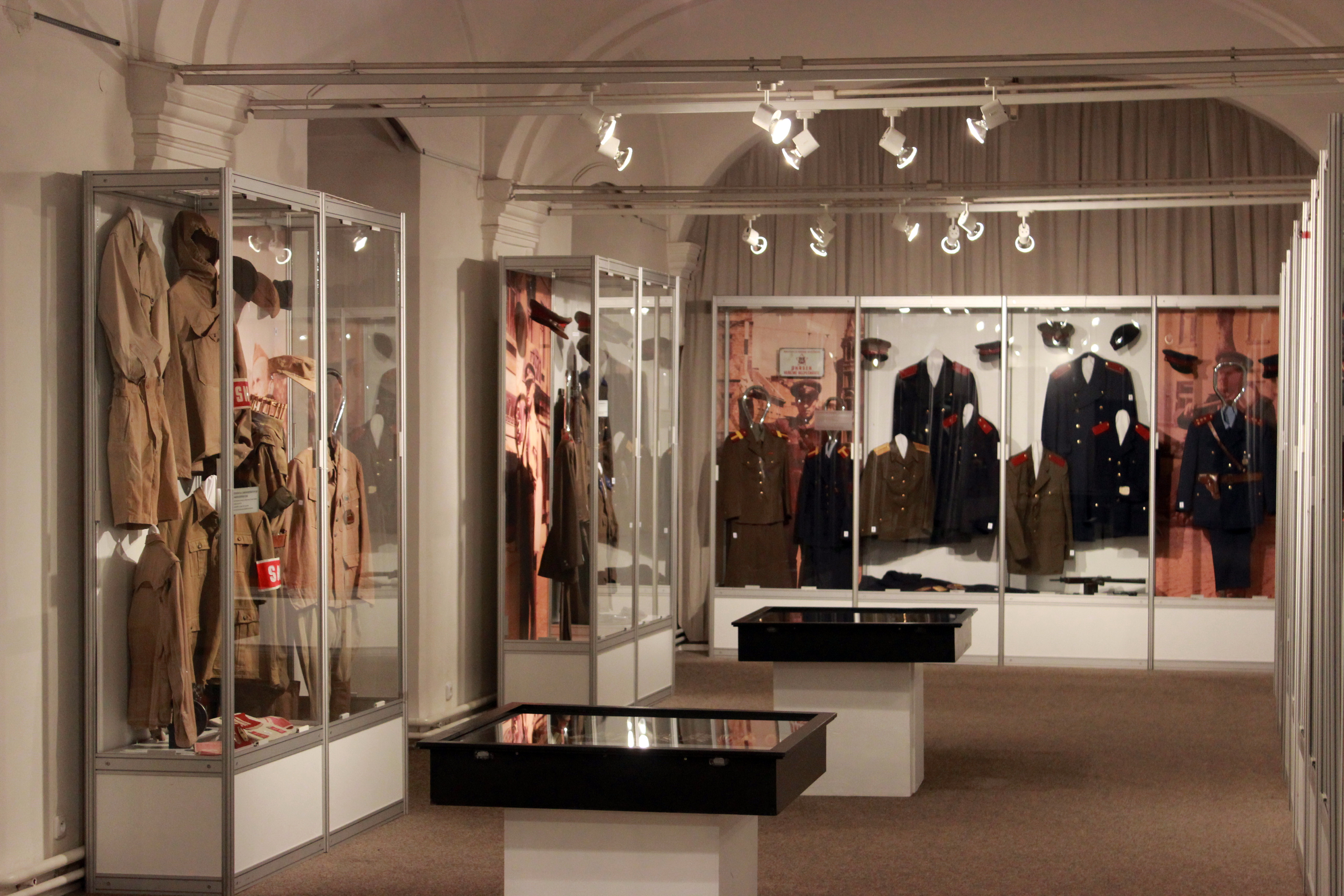
Виставка уніформ

Друга частина музею присвячена діяльності сил безпеки в протектораті Богемії та Моравії у 1939—1945 роках. Тут також показано структуру та організацію післявоєнного Корпусу національної безпеки (Sboru národní bezpečnosti), створення та оснащення Надзвичайного полку громадської безпеки.
Третя частина виставки стосується створення Корпусу національної безпеки. Вона представляє прикордонні підрозділи СНБ, повоєнну авіацію безпеки тощо. Тут показана історія Прикордонної охорони та її технічне оснащення, розповідається про оперативні технології, що використовував Корпус національної безпеки та особливо Державна безпека (Státní bezpecností).
В заключній частині основна увага приділяється Громадській безпеці з 60-х до 90-х років ХХ століття. Підкреслюються найважливіші організаційні зміни, демонструється розвиток уніформи та озброєння в цей період.